# Congé
Il congé è un genere poetico medievale nato nei primi anni del XIII secolo che esprime poeticamente la separazione da una donna o dal mondo in generale. Queste composizioni liriche sono spesso scritte in prima persona, conferendo al verso un aspetto autobiografico (con il quale dobbiamo tuttavia saper mantenere le distanze).
Il genere del congé appare dapprincipio ad Arras, con Jean Bodel, Baude Fastoul e Adam de la Halle.
Rutebeuf (Poèmes de l'Infortune) o François Villon (il Testament) conferiranno al genere una certa nobiltà.